# 穴澤天神社
穴澤天神社（あなざわてんじんしゃ）は東京都稲城市矢野口にある神社である。延喜式神名帳に記載される「武藏國多磨郡穴澤神社」に比定されている。旧社格は郷社。

## 祭神
主祭神
- 少彦名命[1]

現在の主祭神は少彦名命となっているが、これには異論もあり、本来は少彦名命ではなくこの地の土地神（穴澤神）を祀っていたのではないかとも考えられている。
相殿神
- 管神（菅原道真）[1][2]

元禄7年（1694年）に天満神社の祭神を合祀した。
- 大己貴命[1]

大正7年（1918年）に国安神社の祭神を合祀した。

## 境内社
- 稲荷社
- 神明神社
- 山王神社
- 辨天社

江戸時代までは、洞窟入口に大黒天や毘沙門天等の仏像が安置されていたが、明治4年（1871年）に旧別当寺「威光寺」へ遷された（弁天洞窟）。現在は、左側の洞窟に石祠が残されている。

## 概要

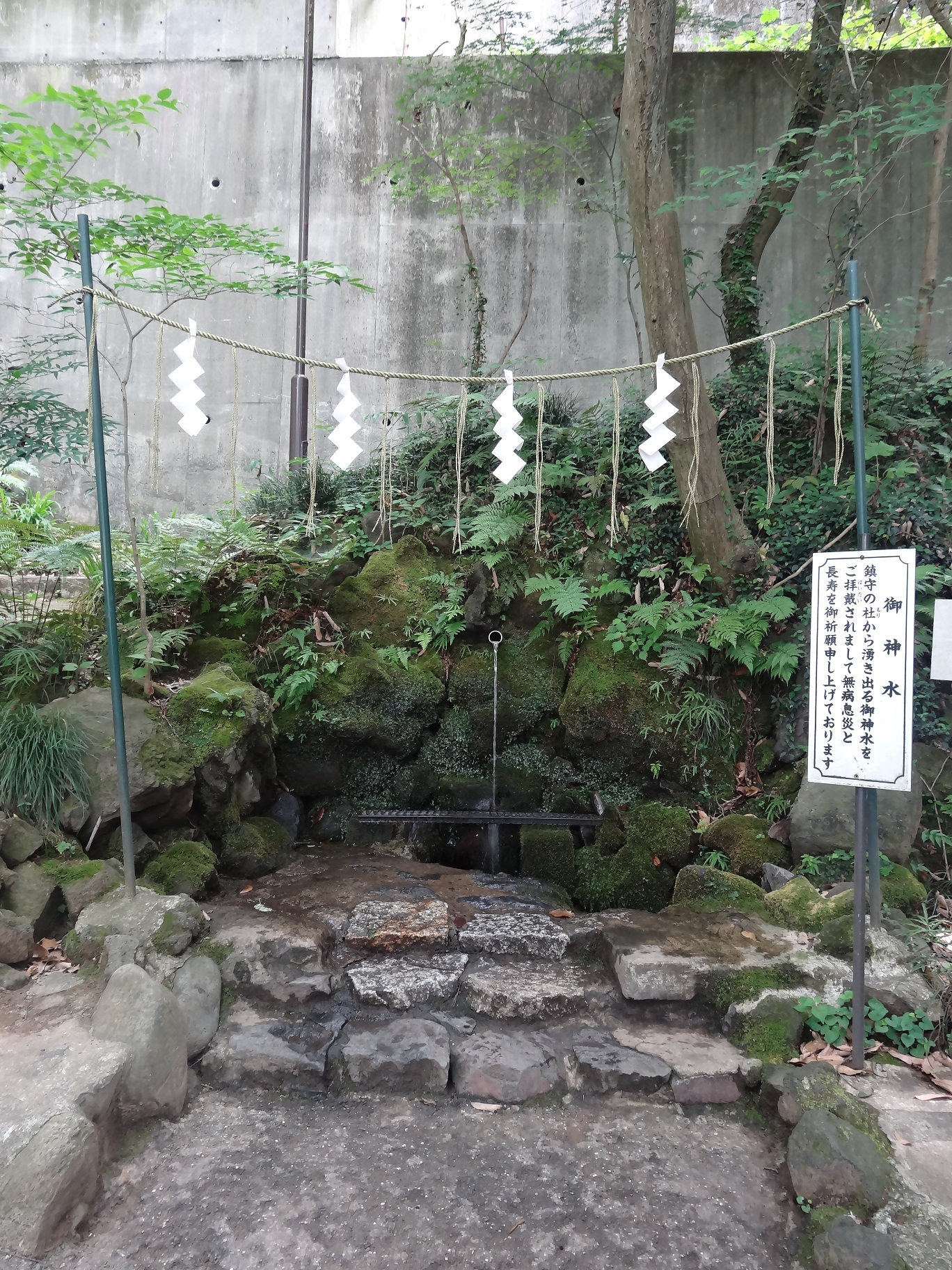
湧水

創建は孝安天皇4年（紀元前423年）3月とされる。三沢川沿いの多摩丘陵の中腹が境内となっている。境内直下の崖下の洞窟の祠からは東京の名湧水57選に選ばれている湧水が湧き出ており、これを汲みに来る者が絶えない。
『穴澤天神縁起』には、元禄7年（1694年）に地頭であった加藤太郎左衛門が社殿を改修、天満神社を合祠したとの記述がある。境内の北側（三沢川側）の斜面には横穴があって、かつてはここに石仏が安置されていたが、現在は威光寺の弁天洞窟内に移されている。この処置が廃仏毀釈の結果なのかどうかは不明である。社殿は1986年に修復された。
境内には、稲城の地名の命名者といわれる漢学者窪全亮の私塾「奚疑塾」の功績を称えた顕彰碑が建つ。
例大祭は8月25日で、江戸の里神楽（国の重要無形民俗文化財、獅子舞（市指定文化財）などが奉納される。

## 交通
- 京王相模原線 「京王よみうりランド」駅から徒歩5分。
- JR南武線 「矢野口」駅から徒歩20分